# 横堀恵一
横堀 恵一（よこぼり けいいち、1940年5月15日 - ）は、弁護士、元帝京大学教授、元通産官僚。

## 来歴・人物
東京都出身。都立日比谷高校、東京大学法学部一類を経て、1963年通産省入省。官費留学制度発足により1968年にハーバード大学経営学修了（経営学修士）。
1982年在仏大使館商務担当参事官、1985年 国際エネルギー機関（IEA、パリ本部）情報緊急システム業務局長。のち通産省大臣官房参与などを経て、1989年から翌年まで 通商産業研究所次長兼大臣官房審議官(地球環境問題担当)。この間、気候変動に関する政府間パネルサブグループ共同議長（1993年まで）。石油や資源に関する問題や通商問題を中心に官僚生活の大半を外国にて送ってきた。
退官後、1994年 世界エネルギー会議東京大会組織委事務局長・専務理事を経て、日本エネルギー経済研究所（エネ研）専務理事・アジア太平洋エネルギー研究センター所長に。2001年 産業創造研究所専務理事、後同理事・研究顧問、2004年 帝京大学法学部教授（環境法）2007年 弁護士（東京弁護士会所属）開業。この間、非常勤の職務として、村田製作所監査役、新エネルギー・産業技術総合開発機構監事、国立大学法人帯広畜産大学監事など。

## 著作など
- 『世界貿易体制－ウルグァイ・ラウンドと通商政策』 小宮隆太郎・横堀恵一・中田哲雄編（東洋経済新報社、1990年）
- 『国際公共財としての石油緊急時対策』（通商産業調査会、1990年）
- 『気候変動の環境と社会への影響』（日本機械学会誌、1991年）
- 『アジアの石油の供給確保の課題』（国際資源問題研究会、国際資源2000年4月号304巻）
- 『アジアのエネルギー構想 焦点は国境をまたぐ地域協力』（エネルギーレビューセンター、エネルギーレビュー2002年2月号）
- 校訂現代語訳 『渡正元著 巴里籠城日誌』（同時代社 2016年)